# Campeonato Mundial de Patinaje Artístico sobre Hielo de 1932
El XXX Campeonato Mundial de Patinaje Artístico se realizó en Montreal (Canadá) entre el 28 de febrero y el 1 de marzo de 1932 bajo la organización de la Unión Internacional de Patinaje sobre Hielo (ISU) y la Federación Canadiense de Patinaje sobre Hielo. 

## Resultados

### Masculino
| Puesto | Nombre            | País     | Puntos |
| ------ | ----------------- | -------- | ------ |
| Oro    | Karl Schäfer      | Austria  | 7      |
| Plata  | Montgomery Wilson | Canadá   | 14     |
| Bronce | Ernst Baier       | Alemania | 25     |

### Femenino
| Puesto | Nombre           | País    | Puntos |
| ------ | ---------------- | ------- | ------ |
| Oro    | Sonja Henie      | Noruega | 7      |
| Plata  | Fritzi Burger    | Austria | 22     |
| Bronce | Constance Samuel | Canadá  | 24     |

### Parejas
| Puesto | Nombre                            | País           | Puntos |
| ------ | --------------------------------- | -------------- | ------ |
| Oro    | Andrée Brunet / Pierre Brunet     | Francia        | 9      |
| Plata  | Emilia Rotter / László Szollás    | Hungría        | 16     |
| Bronce | Beatrix Loughran / Sherwin Badger | Estados Unidos | 22,5   |

## Medallero
| Núm. | País           | Oro | Plata | Bronce | Total |
| ---- | -------------- | --- | ----- | ------ | ----- |
| 1    | Austria        | 1   | 1     | 0      | 2     |
| 2    | Francia        | 1   | 0     | 0      | 1     |
| 2    | Noruega        | 1   | 0     | 0      | 1     |
| 4    | Canadá         | 0   | 1     | 1      | 2     |
| 5    | Hungría        | 0   | 1     | 0      | 1     |
| 6    | Alemania       | 0   | 0     | 1      | 1     |
| 6    | Estados Unidos | 0   | 0     | 1      | 1     |
|      | TOTAL          | 3   | 3     | 3      | 9     |

| Predecesor: Alemania 1931 | Campeonato Mundial de Patinaje Artístico sobre Hielo 1932 | Sucesor: Suiza - Suecia 1933 |

- Datos: Q1318828